# Berdik
Berdik – wieś w Armenii, w prowincji Ararat. W 2011 roku liczyła 776 mieszkańców.